# Eparchia di Sluck
L'eparchia di Sluck (in bielorusso: Слуцкая епархія; in russo Слуцкая епархия?) è un'eparchia dell'esarcato bielorusso del Patriarcato di Mosca, appartenente alla metropolia di Minsk.

## Territorio
L'eparchia comprende la città di Salihorsk e i distretti di Kleck, Kapyl', Ljuban', Njasviž, Sluck, Salihorsk e Staryja Darohi nella parte meridionale della regione di Minsk.
Sede eparchiale è la città di Sluck, dove si trova la cattedrale di San Michele. Il vescovo ha il titolo ufficiale di "eparca di Sluck e Salihorsk".
L'eparchia comprende 96 parrocchie, raggruppate in 7 regioni.

## Storia
L'eparchia è stata eretta dal Santo Sinodo della Chiesa ortodossa russa il 23 ottobre 2014, ricavandone il territorio dall'eparchia di Minsk, e contestualmente è entrata a far parte della metropolia di Minsk.